# Erbanno
Il paese di Erbanno (Erbàn in dialetto camuno), frazione di Darfo Boario Terme, si trova ai piedi del Monte Altissimo. Sorge sulle sponde del torrente Budrio. Prima di diventare frazione fu comune autonomo.

## Geografia fisica
Erbanno si trova nella bassa Val Camonica. Il nucleo storico del paese è stato edificato alle pendici dei monti che circondano il lato occidentale della valle, in particolare alle pendici del monte Altissimo e dell'omonimo monte Erbanno, leggermente al di sopra del fondovalle. Molti sono i sentieri che partendo dal paese raggiungono le vette, in particolare è doveroso citare il sentiero CAI n. 155 che parte dalla piazza del paese passa per il santuario di S. Valentino (663 m s.l.m.) e raggiunge la vetta del monte Altissimo a quota 1.703.

## Storia
Tra il 1545 ed il 1549 Esine ed Erbanno si contendono il bosco delle Toroselle.
Nel 1610 Giovanni da Lezze sostiene che i migliori vini della Val Camonica provengano da Erbanno.

## Società

### Evoluzione demografica

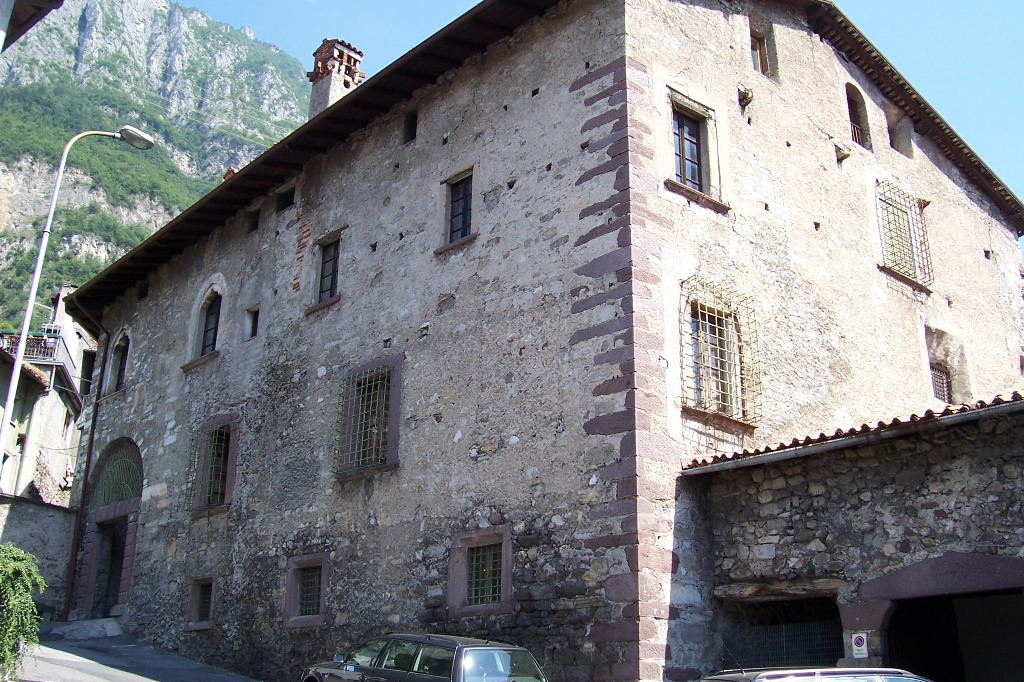
Palazzo Federici ad Erbanno

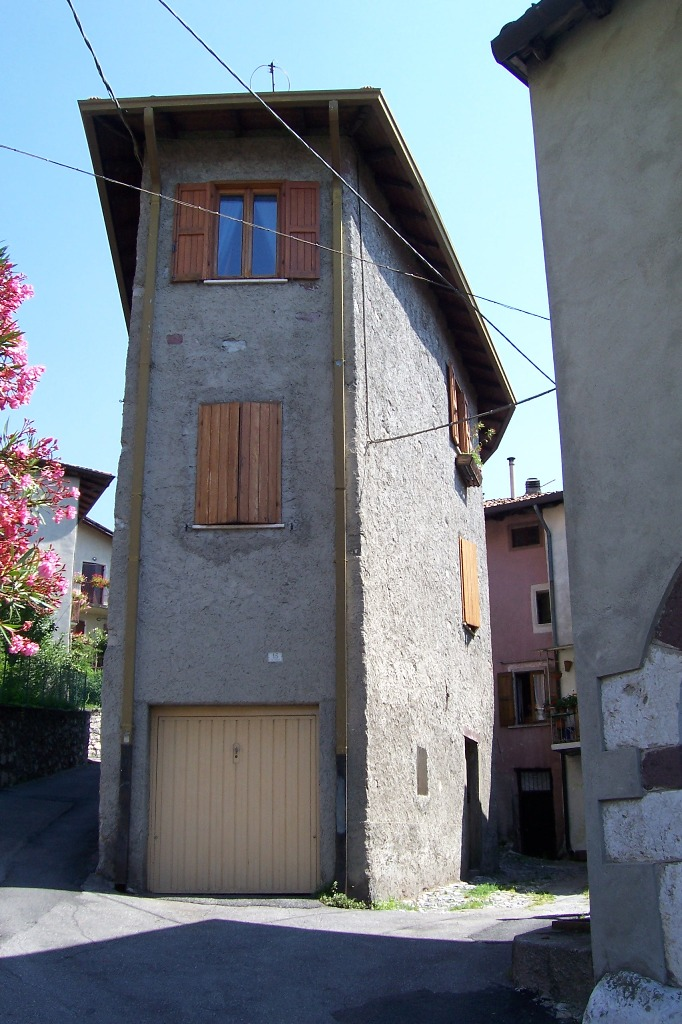
Casa ad Erbanno

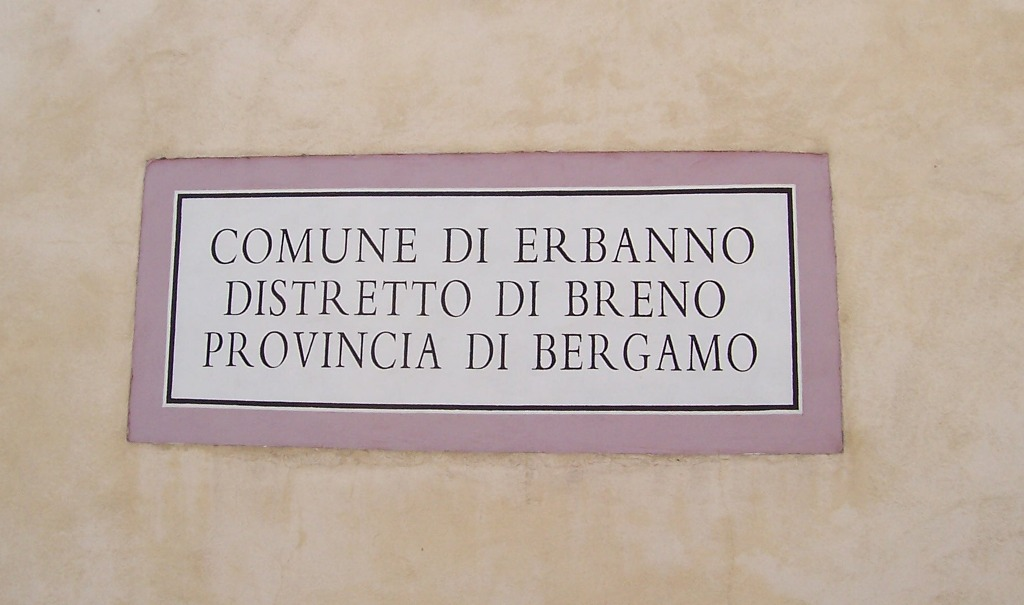
Antico ricordo del comune di Erbanno

Abitanti censiti

## Monumenti e luoghi d'interesse

### Architetture religiose
Le chiese di Erbanno sono:

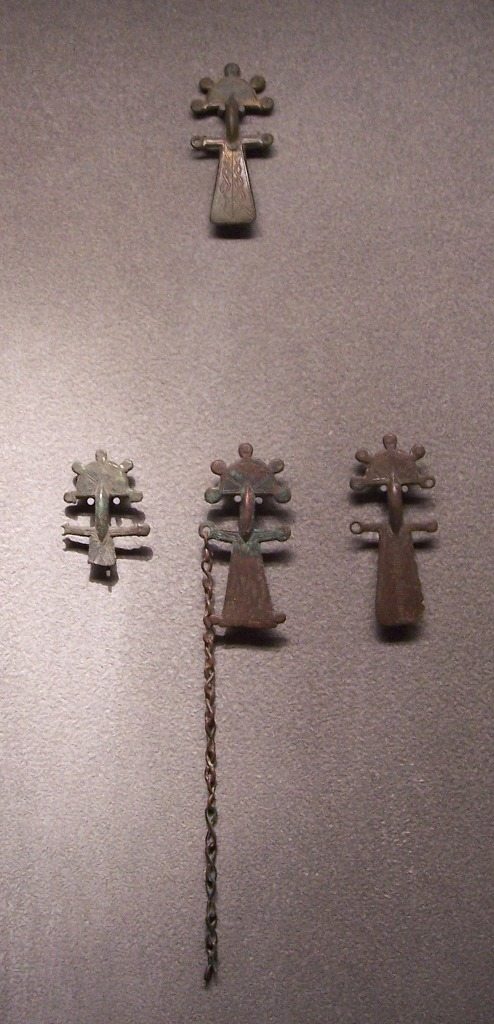
Corredo di una tomba longobarda trovata ad Erbanno

- Chiesa di Santa Maria del Restello. Si trova all'ingresso settentrionale del centro storico. costruita dai Federici nel '500, contiene affreschi di Callisto Piazza. San Carlo, pur lasciando alla chiesa il titolo di parrocchiale, consigliava l'amministrazione dei sacramenti in Santa Maria, poiché più adatta e posta in luogo più decente.
- Chiesa di San Martino, sul portale la data 1465 e l'autore: Bartolomeo da Erbanno. Contiene affreschi del XIII secolo. All'esterno una lapide che ricorda come Abramo Federici deviò il corso dell'Oglio a Montecchio.[3]
- parrocchiale di San Rocco, costruzione iniziata nel Seicento ultimata nel 1844.
- chiesetta di Santa Caterina e Gottardo tra la torre ed il palazzo Federici, del XVI secolo (rimaneggiata nel XVII).
- chiesetta di San Valentino, chiesetta con annesso Eremo, lungo il sentiero che da Erbanno porta alla cima del Monte Altissimo.

### Centro storico
- Il borgo medievale, ricco di cortili e portali in pietra intagliata;

## Cultura

### Folklore
Gli scotöm sono nei dialetti camuni dei soprannomi o nomiglioli, a volte personali, altre indicanti tratti caratteristici di una comunità. Quello che contraddistingue gli abitanti di Erbanno è Hargàgn.